# Mezőszentgyörgy
Mezőszentgyörgy é um município da Hungria, situado no condado de Fejér. Tem 27,12 km² de área e sua população em 2015 foi estimada em 1.266 habitantes.